# Liam O'Reilly
Liam Kieffer O'Reilly (Austin, 19 marzo 1996) è un cestista statunitense.